# شارل الأول ملك نابولي
شارل الأول أنجو (بالفرنسية: Charles Ier d'Anjou) (21 مارس 1226 - فودجا، 7 يناير 1285) الإبن الأصغر للويس الثامن ملك فرنسا، وأمه بلانش ملكة قشتالة. ويُعرف ياسم شارل الأول ملك صقلية من عام 1266م إلى عام 1285م، وكونت أنجو وماين، وكونت بروفنس (1246م-1285م)، وملك صقلية، وملك نابولي، وأمير تارانتو، وأُعلن ملكاً على ألبانيا من عام 1272م حتى وفاته، وأمير أخايا بعد وفاة أخيه عام 1278م، كما حمل اسمياً صفة ملك مملكة بيت المقدس (1277م-1285م).
وهو

## مطلع حياته

### طفولة
كان شارل أصغر أطفال لويس الثامن ملك فرنسا وبلانكا القشتالية. لم يُسجل تاريخ ولادته، ولكن ربما وُلد بعد وفاة أبيه، وُلد في أوائل عام 1227. شارل هو الابن الوحيد الذي بقي على قيد الحياة من أبناء لويس «ولد في الأرجوانية» (بعد تتويج والده)، وهي حقيقة أكدها كثيرًا في شبابه، وفقًا لماثيو باريس. كان أول شخص من أسرة كابيه يُسمى على اسم الملك شارلمان.
أراد لويس أن يُجهز أبنائه الصغار للعمل في الكنيسة الرومانية الكاثوليكية. تفاصيل دروس شارل غير معروفة، لكنه حصل على تعليم جيد. فهم المذاهب الكاثوليكية الرئيسية ويمكنه تحديد الأخطاء في النصوص اللاتينية. وُثق شغفه بالشعر والعلوم الطبية والقانون بشكل جيد.
قال شارل إن لوالدتهم تأثير قوي على تعليم أطفالها. في الواقع، كانت بلانكا منشغلة تمامًا بإدارة الدولة، ومن المحتمل تخصيصها القليل من الوقت لأطفالها الصغار. عاش شارل في بلاط شقيقه روبرت الأول، كونت أرتوا، منذ عام 1237. وبعد حوالي أربع سنوات، وُضع تحت رعاية أخيه الأصغر ألفونسو، كونت بواتييه. أظهرت مشاركته في حملة إخوانه العسكرية ضد هيو العاشر من سلالة لوزينيان، كونت مقاطعة لا مارش، في عام 1242 أنه لم يعد مقدرًا للعمل في الكنيسة.

## إمبراطورية البحر الأبيض المتوسط

### إيطاليا
تُوفيت زوجة شارل، بياتريس من بروفانس، في يوليو عام 1267. تزوجت شارل الأرمل من مارغريت من نيفير في نوفمبر عام 1268. كانت وريثة لوالدها، أودو الابن الأكبر لهيو الرابع، دوق بورغوندي. تُوفي كليمنت السابع في 29 نوفمبر عام 1268. استمر المكان شاغرًا لمدة ثلاث سنوات، مما عزز من سلطة شارل في إيطاليا، لكنه حرمه أيضًا من الدعم الكنسي الذي لا يمكن إلا للبابا تقديمه.
عاد شارل إلى لوتشرا لتوجيه حصاره بشكل شخصي في أبريل عام 1269. قاوم الساراكينوس والغيبليون الذين هربوا إلى المدينة حتى أجبرهم الجوع على الاستسلام في أغسطس عام 1269. أرسل شارل فيليب وجاي من مونفورت إلى صقلية لإجبار المتمردين على التسليم، لكنهم لم يتمكنوا من الاستيلاء على أوغوستا. جعل شارل وليام ليساندارت قائد الجيش في صقلية في أغسطس عام 1269. استولى ليساندارت على جرجنت، مما أجبر فريدريك من قشتالة وفريدريك لانسيا على طلب اللجوء إلى تونس. بعد انتصار ليساندارت اللاحق في شاكا، قاومت كابيس فقط، لكنه كان عليه أيضًا الاستسلام في أوائل عام 1270.
أجبرت قوات شارل سيينا وبيزا - آخر المدن المقاومة له في توسكانا - على رفع دعوى سلام في أغسطس عام 1270. منح امتيازات للتجار والمصرفيين التوسكانيين مما عزز وضعهم في المملكة. كان نفوذه يتراجع في لومبارديا، لأن المدن اللومباردية لم تعد تخشَ غزوًا من ألمانيا. في مايو عام 1269 أرسل شارل والتر من لاروش لتمثيله في المقاطعة، لكن هذا فشل في تعزيز سلطته. في أكتوبر دعا مسؤولو شارل إلى عقد اجتماع في كريمونا، ودعوا مدن لومبارديا للحضور. قبلت مدن لومبارديا الدعوة، لكن بعض المدن - ميلان وبولونيا وألساندريا وتورتونا - أكدت تحالفها مع شارل فقط، دون الاعتراف بحكمه.

### الحملة الصليبية الثامنة
لم يتخل شقيقه الأكبر لويس التاسع أبدًا عن فكرة تحرير القدس، لكنه قرر أن يبدأ حملته الصليبية الجديدة بحملة عسكرية ضد تونس. بحسب معترفه، جيوفري من بوليو، كان لويس مقتنعًا بأن أبا عبد الله محمد المستنصر التونسي مستعد للتحول إلى المسيحية. ذكر المؤرخ سابا مالاسبينا من القرن الثالث عشر أن شارل أقنع لويس بمهاجمة تونس، لأنه أراد ضمان دفع الجزية التي دفعها حكام تونس إلى الملوك الصقليين السابقين.
دخل الصليبيون الفرنسيون إج مورت في 2 يوليو عام 1270؛ غادر شارل نابولي بعد ذلك بستة أيام. أمضى أكثر من شهر في صقلية، ينتظر أسطوله. في الوقت الذي وصل فيه إلى تونس في 25 أغسطس، أهلك الزحار وحمى التيفوئيد الجيش الفرنسي. تُوفي لويس يوم وصول شارل.
هزم الصليبيون جيش المستنصر مرتين، وأجبروه على رفع دعوى من أجل السلام. طبقًا لمعاهدة السلام الموقعة في 1 نوفمبر، وافق المستنصر على تعويض ابن لويس وخليفته فيليب الثالث ملك فرنسا وشارل بنفقات الحملة العسكرية بالكامل وإطلاق سراح سجنائه المسيحيين. وعد أيضًا بدفع جزية سنوية لشارل وطرد معارضي شارل من تونس. مكّن الذهب الموجود في تونس، إلى جانب الفضة من المنجم الذي اُفتتح حديثًا في لونجوبوكو، شارل من سك العملات المعدنية الجديدة، المعروفة باسم كارليني، في المملكة.
غادر شارل وفيليب تونس في 10 نوفمبر. فرقت عاصفة أسطولهم في تراباني وفُقدت أو تضررت معظم قادسات شارل. كما غرقت السفن الجنوية العائدة من الحملة الصليبية أو أجبرت على الرسو عند شاطئ صقلية. استولى شارل على السفن المتضررة وحمولتها، متجاهلًا جميع الاحتجاجات من السلطات الغيبيلية في جنوة. قبل مغادرة صقلية منح امتيازات ضريبية مؤقتة للصقليين، لأنه أدرك أن غزو الجزيرة قد تسبب في الكثير من الدمار.

### محاولات للتوسع
رافق شارل فيليب الثالث حتى فيتيربو في مارس عام 1271. هنا فشلوا في إقناع الكرادلة بانتخاب بابا جديد. مرض شقيق شارل، ألفونس بواتييه. بعث شارل أفضل أطبائه لعلاجه، لكن ألفونس تُوفي. طالب بالجزء الأكبر من ميراث ألفونس، بما في ذلك بروفنس ومقاطعة بواتييه، لأنه كان أقرب أقرباء ألفونس. بعد اعتراض فيليب الثالث، رفع القضية إلى برلمان باريس. في عام 1284، قضت المحكمة باستيراث الدولة الفرنسية الإقطاعات إذا مات حكامهم بدون أحفاد.
دمر زلزال جدران دوريس في أواخر الستينيات أو أوائل السبعينيات من القرن الثالث عشر. استولت قوات شارل على المدينة بمساعدة قادة الجاليات الألبانية المجاورة. أبرم شارل اتفاقية مع القادة الألبان، ووعد بحمايتهم وحماية حرية المعتقد في فبراير عام 1272. اتخذ لقب ملك ألبانيا وعين جازو تشيناردو نائبًا له. كما أرسل أسطوله إلى أخايا للدفاع عن الأمارة ضد الهجمات البيزنطية.
أسرع شارل إلى روما لحضور تتويج البابا غريغوري العاشر في 27 مارس عام 1272. كان البابا الجديد مصممًا على وضع حد للصراعات بين الغويلفيين والغيبلينيين. أثناء وجوده في روما، التقى شارل بقادة غويلف الذين نُفوا من جنوة. بعد عرضهم عليه منصب قائد الشعب، وعد شارل بمساعدتهم عسكريًا. في نوفمبر عام 1272، أمر شارل مسؤوليه بأخذ جميع الجنويين السجناء داخل أراضيه، باستثناء الغويلفيين، والاستيلاء على ممتلكاتهم. احتل أسطوله أجاكسيو في كورسيكا. أدان البابا غريغوري سياسته العدوانية، لكنه اقترح أن ينتخب الجنويون مسؤولي غويلف. متجاهلين اقتراح البابا، تحالف الجنويون مع ألفونسو العاشر ملك قشتالة وويليام السابع من مونفيراتو ومدن لومباردي الغيبيلية في أكتوبر عام 1273.
منع الصراع مع جنوا شارل من غزو الإمبراطورية البيزنطية، لكنه استمر في تشكيل تحالفات في شبه جزيرة البلقان. كان الحاكم البلغاري قسطنطين تيه أول من أبرم معاهدة معه في عام 1272 أو عام 1273. انضم جون الأول دوكاس ملك ثيثالي وستيفان أوروس الأول ملك صربيا إلى التحالف في عام 1273. ومع ذلك، منع البابا غريغوري شارل من الهجوم، لأنه كان يأمل في توحيد الكنائس الأرثوذكسية والكاثوليكية بمساعدة الإمبراطور ميخائيل الثامن.

## روابط خارجية
- شارل الأول ملك نابولي على موقع الموسوعة البريطانية (الإنجليزية)
- شارل الأول ملك نابولي على موقع ميوزك برينز (الإنجليزية)